# 鼎億集團投資
鼎億集團投資有限公司，簡稱鼎億集團投資（英語：Dingyi Group Investment Limited，港交所：0508），在2012年2月8日，從其士泛亞控股有限公司更名而來。
現時業務是旗下World Pointer集團，在香港經營9間餐廳及酒吧以及3間小食亭，而總部位於香港灣仔港灣道1號會展廣場辦公大樓27樓2703-2706室，而董事長為李光煜。

## 連結
- Dingyi Group Investment Limited （页面存档备份，存于）